# Campeonato Europeo de Rugby League 1935/36
El Campeonato Europeo de Rugby League de 1935/36 fue la segunda edición del principal torneo europeo de Rugby League.

## Equipos
- Francia
- Gales
- Inglaterra

## Posiciones
| Equipo     | Encuentros | Encuentros | Encuentros | Encuentros | Tantos  | Tantos    | Tantos     | Puntos |
| Equipo     | jugados    | ganados    | empatados  | perdidos   | a favor | en contra | diferencia | Puntos |
| ---------- | ---------- | ---------- | ---------- | ---------- | ------- | --------- | ---------- | ------ |
| Gales      | 2          | 2          | 0          | 0          | 58      | 21        | +37        | 4      |
| Inglaterra | 2          | 1          | 0          | 1          | 39      | 24        | +15        | 2      |
| Francia    | 2          | 0          | 0          | 2          | 14      | 66        | -52        | 0      |

Nota: Se otorgan 2 puntos al equipo que gane un partido, 1 al que empate y 0 al que pierda.
|  | Campeón |

## Resultados
| 23 de noviembre de 1935 | Gales | 41 - 7 | Francia |  |  |

| 1 de febrero de 1936 | Inglaterra | 14 - 17 | Gales |  |  |

| 16 de febrero de 1936 | Francia | 7 - 25 | Inglaterra |  |  |

| Bandera de Gales |
| Campeón Gales    |
| Primer título    |